# Lilla Svartsjön, Hälsingland
Lilla Svartsjön är en sjö i Ljusdals kommun i Hälsingland och ingår i Delångersåns huvudavrinningsområde. Sjön är 6,1 meter djup, har en yta på 0,0836 kvadratkilometer och befinner sig 272 meter över havet.

## Delavrinningsområde
Lilla Svartsjön ingår i det delavrinningsområde (686956-152067) som SMHI kallar för Mynnar i Gladbäcken. Medelhöjden är 339 meter över havet och ytan är 5,76 kvadratkilometer. Det finns inga avrinningsområden uppströms utan avrinningsområdet är högsta punkten. Vattendraget som avvattnar avrinningsområdet har biflödesordning 3, vilket innebär att vattnet flödar genom totalt 3 vattendrag innan det når havet efter 85 kilometer. Avrinningsområdet består mestadels av skog (91 procent). Avrinningsområdet har 0,08 kvadratkilometer vattenytor vilket ger det en sjöprocent på 1,4 procent.